# Кульпа Юрій Степанович
Юрій Степанович Кульпа (нар. 15 жовтня 1976, селище Великі Бірки, Тернопільська область) — український журналіст, військовослужбовець, майор 105 ОБрТрО Збройних сил України. Член Національної спілки журналістів України (2002).

## Життєпис
Юрій Кульпа народився 15 жовтня 1976 року у селищі Великі Бірки на Тернопільщині.
Навчався у Тернопільській загальноосвітній школі № 26 (1991). Закінчив Теребовлянське вище училище культури (1999), факультет журналістики Львівського національного університету імені Івана Франка (2004).
У 1994—1996 роках проходив службу в армії. Працював ведучим прямого ефіру «Радіо-Тон 103,5 FM» (1997—1998), ПП «Барнері», знаний як Ді-джей Юра, проводив дискотеки «Галичина», «ЯМА», «ФЕЯ» у Тернополі (1998—2000), редактором суспільно-політичних та інформаційних програм ТТБ (2001—2003), організатором масових заходів Тернопільського центру дозвілля та молодіжних ініціатив ім. О. Довженка (2004—2007), пресофіцером 44-ї окремої артилерійської бригади, нині — начальник служби зв'язків з громадськістю 105-ї окремої бригади територіальної оборони.
У 2020—2021 року виконував миротворчу місію ООН в Конго.

### Громадська діяльність
Учасник громадських слухань — Рада учасників АТО при Тернопільській міській раді та ОДА, член правління громадської організації «Спілка артилеристів України».
Учасник бойових дій на території Донецької та Луганської областей.

### Родина
Одружений, батько двох дітей.

## Доробок
Автор передач на суспільно-політичні теми, висвітлював події краю в інформаційних випусках на радіо та інших ЗМІ.
2019 року відкрив виставку «Гарматний ешелон». Організатор зйомок документального фільму «На день ближче до перемоги»[джерело?].

## Нагороди
- орден «За заслуги» III ступеня (2018) — за вагомий особистий внесок у розвиток вітчизняної журналістики, багаторічну сумлінну працю та високу професійну майстерність[5];
- відзнака Президента України «За участь в антитерористичній операції» (2016)[6], «Знак пошани» (2018);
- орден «Сталевий хрест непереможних» (2021)[7];
- медалі «За жертовність і любов до України» (16 серпня 2017)[8], «За службу Україні», «За участь у Місії ООН» (2021)[9];
- нагрудні знаки «За службу» (2019)[10], «За досягнення у військовій службі» II ступеня (2020)[11], «Воїн-миротворець» (2021)[12], «Учасник АТО» (2017)[13];
- Хрест Сил територіальної оборони (2024)[джерело?];
- подяка начальника Генерального штабу Збройних сил України (2017).

## Військові звання
- старший лейтенант (28 квітня 2020)[14],
- капітан (29 березня 2022)[15].
- майор (2024)[джерело?].